# Dideopsis aegrota
Dideopsis aegrota là một loài ruồi trong họ Ruồi giả ong (Syrphidae). Loài này được Fabricius mô tả khoa học đầu tiên năm 1805. Dideopsis aegrota phân bố ở miền Đông phương